# Мурадова Рубаба Халіл кизи
Рубаба Халіл кизи Мурадова (21 березня 1933 — 28 серпня 1983 ) — радянська співачка (мецо-сопрано). Народна артистка Азербайджанської РСР (1971).
| Гітара | Це незавершена стаття про співачку. Ви можете допомогти проєкту, виправивши або дописавши її. |

1. ↑  https://oxu.az/culture/709815